# Sunnyslope, Kalifornien
Sunnyslope är en ort (CDP) i Riverside County, i delstaten Kalifornien, USA. Enligt United States Census Bureau har orten en folkmängd på 5 153 invånare (2010) och en landarea på 3,8 km².